# Хеннер, Мэрилу
Мэрилу Хеннер (англ. Marilu Henner, род. 6 апреля 1952) — американская актриса и продюсер.

## Биография
Мэри Люси Падловски родилась и выросла в Чикаго. Её мать, Лоретта Хеннер, была президентом «Национальной Ассоциации Танца» и управляла «Танцевальной школой Хеннер», которая располагалась в гараже их собственного дома. Мэрилу с детства умела хорошо танцевать, а в 14 лет уже сама стала инструктором по танцам. Перед тем, как она стала актрисой, она ещё училась в Балетной студии в Иллинойсе. В 1976 году она переехала в Нью-Йорк, где стала участвовать в бродвейских постановках.
С 1978 по 1983 годы Хеннер играла Элейн Нардо в популярном в те времена телевизионном сериале «Такси». За эту роль она несколько раз номинировалась на «Золотой глобус», который ни разу не получила, но зато была удостоена звания «Почётный таксист Нью-Йорка». С 1990 по 1994 год она, вместе с Бёртом Рейнольдсом, была ведущей телевизионного шоу «Тень вечера».
В 1994 году Хеннер написала автобиографию «Продолжаю двигаться, во что бы то ни стало», в которой рассказывает о своих романах с актёрами Джоном Шнайдером, Джоном Траволтой и её коллегами по телесериалу «Такси».
В настоящее время Хеннер является активисткой здорового образа жизни. Она автор шести книг о диете и здоровье.
Актриса была замужем дважды. Первый муж — актёр Фредерик Форрест, второй — продюсер и режиссёр Роберт Либерман, от которого она родила двоих детей. Оба брака закончились разводом. 21 декабря 2006 года Мэрилу в третий раз вышла замуж. На этот раз её избранником стал Майкл Браун, бывший одноклассник, с которым она училась в колледже. Для него это второй брак, причём от первого у него двое детей.
Последний проект Хеннер — телесериал «Формируйте вашу жизнь», который основывается на её книгах о здоровье.

## Избранная фильмография
| Год       |    | Русское название                             | Оригинальное название                   | Роль                      |
| --------- | -- | -------------------------------------------- | --------------------------------------- | ------------------------- |
| 1978      | ф  | Братья по крови                              | Bloodbrothers                           | Аннетт                    |
| 1978—1983 | с  | Такси                                        | Taxi                                    | Элани Нардо               |
| 1982      | ф  | Хэммет                                       | Hammett                                 | Кит Конджер / Сью Алабама |
| 1983      | ф  | Мужчина, который любил женщин                | The Man Who Loved Women                 | Агнес                     |
| 1984      | ф  | Гонки «Пушечное ядро» 2                      | Cannonball Run 2                        | Бетти                     |
| 1984      | ф  | Опасный Джонни                               | Johnny Dangerously                      | Лил Шеридан               |
| 1985      | ф  | Ковбойская рапсодия                          | Rustlers’ Rhapsody                      | мисс Трейси               |
| 1985      | ф  | Идеально                                     | Perfect                                 | Салли                     |
| 1985      | с  | Альфред Хичкок представляет                  | Alfred Hitchcock Presents               | Клэр                      |
| 1986      | с  | Кто здесь босс?                              | Who’s the Boss?                         | Дайан Уилмингтон          |
| 1988      | тф | Убийство в женском клубе                     | Ladykillers                             | Саманта Флэннери          |
| 1989      | с  | Шоу Трейси Ульман                            | The Tracey Ullman Show                  | беременная                |
| 1991      | ф  | Золотая цепь                                 | Chains Of Gold                          | Джеки                     |
| 1991      | ф  | Лос-анджелесская история                     | L.A. Story                              | Труди                     |
| 1992      | ф  | Безумные подмостки                           | Noises Off                              | Белинда Блэр              |
| 1993      | мф | Бэтмен: Маска Фантазма                       | Batman: Mask of the Phantasm            | дополнительные голоса     |
| 1993—1995 | мс | Бэтмен                                       | Batman: The Animated Series             | Вероника Вриланд          |
| 1994      | ф  | Конвоиры                                     | Chasers                                 | Кэти                      |
| 1995      | тф | Борьба за справедливость: История Нэнси Конн | Fight For Justice: The Nancy Conn Story | Нэнси Конн                |
| 1996      | с  | Титаник                                      | Titanic                                 | Молли Браун               |
| 1997—1998 | мс | Новые приключения Бэтмена                    | The New Batman Adventures               | Вероника Вриланд          |
| 1998      | мф | Бэтмен и Мистер Фриз                         | Batman & Mr. Freeze: SubZero            | Вероника Вриланд          |
| 1999      | ф  | Человек на Луне                              | Man on the Moon                         | в роли самой себя         |
| 2002      | с  | Провиденс                                    | Providence                              | Джорджия                  |
| 2005      | с  | Возвращение                                  | The Comeback                            | в роли самой себя         |
| 2009      | с  | Скорая помощь                                | ER                                      | Линда                     |
| 2009      | с  | Мастера вечеринок                            | Party Down                              | Пеппер Макмастерс         |
| 2010      | с  | 4исла                                        | Numb3rs                                 | Реджина Лэндерс           |
| 2011      | с  | Анатомия страсти                             | Grey’s Anatomy                          | Элис Мозер                |
| 2011      | с  | Помнить всё                                  | Unforgettable                           | тётя Иви                  |
| 2012      | ф  | Вампирши                                     | Vamps                                   | Анджела                   |
| 2013      | с  | Два с половиной человека                     | Two and a Half Men                      | Линда                     |
| 2013      | с  | Болота                                       | The Glades                              | Джоан Лонгворт            |
| 2014      | с  | Бруклин 9-9                                  | Brooklyn Nine-Nine                      | Вивиан Ладли              |
| 2014      | с  | Сумасшедшие                                  | The Crazy Ones                          | Пейдж                     |
| 2018      | с  | Соседство                                    | The Neighborhood                        | Пола                      |
| 2020      | с  | Боб любит Абишолу                            | Bob Hearts Abishola                     | Триш                      |